# Tmarus rainbowi
Tmarus rainbowi là một loài nhện trong họ Thomisidae.
Loài này thuộc chi Tmarus. Tmarus rainbowi được Cândido Firmino de Mello-Leitão miêu tả năm 1929.